# 손주항
손주항(孫周恒, 1934년 2월 25일 ~ 2017년 7월 11일)은 대한민국의 정치인이다. 본관은 밀양. 호는 우지(愚地)이다. 출생지는 전라북도 임실군이다.

## 학력
- 전주북중학교 졸업
- 전주고등학교 졸업
- 중앙대학교 법정대학 정치과 4년 졸업

## 경력
- 전라북도 도의회 의원(3대)
- 제9대 국회의원(임실ㆍ남원ㆍ순창) 무소속
- 제10대 국회의원(임실ㆍ남원ㆍ순창) 무소속
- 제13대 국회의원(전주을) 평화민주당
- 전주대사습놀이보존회 초대 이사장
- (사)한국국악협회 고문(현재)
- 삼성그룹 문화담당 상임고문(제일기획, 제일제당)
- (사)전주대사습놀이보존회 회장(현재)
- 판소리인간문화재 5호 조상현 명창 후원회장(현재)
- 평화민주당 부총재
- 서울국악예술고등학교 명예 재단 이사(현재)
- (사)전주대사습기능후원회 및 장학회 이사장(현재)
- K.C.C.A(종합유선방송위원회) 심의위원
- 밀알회 공동대표(현재)

## 역대 선거 결과
|  | 36.48% |

|  | 25.74% |

|  | 77.47% |

|  | 5.69% |

|  | 17.12% |

## 가족 관계
- 외숙 : 진직현[1]
- 아들 : 손성, 손권
- 딸 : 손난, 손정